# Дім на півдорозі
Дім на півдорозі (англ. halfway house — будинок на півдорозі) — це місце, де люди із фізичними, психічними чи емоційними особливостями набувають необхідних соціальних навичок, які необхідні для інтеграції та ресоціалізації у суспільство.

## Будинки на півдорозі
Перші будинки на півдорозі були відкриті у XVIII столітті в Європі. Будинки на півдорозі — це заклади тимчасового перебування для різних категорій населення: наркозалежні, психічно-хворі, з вадами розвитку чи люди, які потребують допомоги у реінтеграції. Перший будинок на півдорозі для колишнього в'язня був відкритий Т. Хоппером у 1845 році, в Нью-Йорку Основний перелік послуг, які надаються у таких закладах: медичні послуги, працевлаштування, набуття необхідних вмінь для успішної реінтеграції у суспільство, відновлення психологічної рівноваги, реабілітація та інше.

## «Дім на півдорозі» для жінок, які повернулися із місць позбавлення волі в Україні
«Дім на півдорозі» — центр реінтеграції для жінок, які повернулися із місць позбавлення волі. Перший та поки єдиний центр в Україні, який працює на основі «Триступеневої всесторонньої програми реінтеграції в суспільство громадян, які перебувають на випробувальному терміні та звільнені з місць позбавлення волі». Центр розташований в смт Краснопавлівка Лозівського району Харківської області. Працює виключно із жінками.
Заклад було відкрито у 2010 році за фінансової підтримки Шведської агенції з питань міжнародної співпраці та розвитку (Sida), за підтримки Шведської служби пробації та тюрем, а також Державного департаменту України з питань виконання покарань.

### Критерії відбору учасниць до програми[4]
- бажання змінити своє життя;
- вік від 18 років;
- жінки, які раніше відбували покарання у вигляді позбавлення волі, або жінки, засуджені до умовного терміну покарання повторно;
- низький рівень соціальної адаптованості (відсутність соціальних зв'язків, відсутність навичок догляду за собою, проблеми у спілкуванні з оточуючими/рідними, близькими тощо;
- соціальна незахищеність (відсутність житла, засобів для існування, роботи).

Протипоказання для участі в програмі є:
- активна наркотична або алкогольна залежність;
- стан здоров'я, що вимагає стороннього догляду за собою;
- психічні розлади;
- активна форма туберкульозу.

Наразі[коли?] Центр не має змоги приймати учасниць з дітьми.
За період існування, програму реінтеграції пройшли більш як 120 жінок, 85 % з яких, закінчили програму успішно. Наразі центр є одним з еталонів для наслідування щодо проходження пробації після звільнення з ув'язнення.
«Дім на півдорозі» постійно відвідують журналісти та представники Державної пенітенціарної служби України,.